# Dave McKenna Quartet Featuring Zoot Sims
Dave McKenna Quartet Featuring Zoot Sims è un album del pianista jazz Dave McKenna con Zoot Sims, pubblicato dalla Chiaroscuro Records nel 1975. Il disco fu registrato il 3 ottobre (o) novembre del 1974 a New York City, New York (Stati Uniti).

## Tracce
Lato A
1. Limehouse Blues – 5:57 (Philip Braham, Douglas Furber)
2. I Cover the Waterfront – 6:00 (Johnny Green, Edward Heyman)
3. 'Deed I Do – 3:07 (Walter Hirsch, Fred Rose)
4. Grooveyard – 5:13 (Carl Perkins)

Lato B
1. One Good Turn – 3:30 (Erroll Garner)
2. Dave's Tune – 2:45 (Dave McKenna)
3. Linger Awhile – 4:22 (Harry Owens, Vincent Rose)
4. There'll Be Some Changes Made – 5:17 (Billy Higgins, W. Benton Overstreet)
5. Wherever There's Love – 4:35 (Eddie Condon, John DeVries)

Edizione CD del 1994, pubblicato dalla Chiaroscuro Records
1. Limehouse Blues – 5:57 (Philip Braham, Douglas Furber)
2. I Cover the Waterfront (Duo Version) – 6:00 (Johnny Green, Douglas Furber)
3. 'Deed I Do – 3:07 (Walter Hirsch, Fred Rose)
4. Grooveyard – 5:13 (Carl Perkins)
5. One Good Turn – 3:30 (Erroll Garner)
6. Dave's Tune – 2:45 (Dave McKenna)
7. Linger Awhile – 4:22 (Harry Owens, Vincent Rose)
8. There'll Be Some Changes Made – 5:17 (Billy Higgins, W. Benton Overstreet)
9. Wherever There's Love – 4:35 (Eddie Condon, John DeVries)
10. I Cover the Waterfront – 7:40 (Johnny Green, Douglas Furber) – Bonus Track - Previously Unreleased
11. Grooveyard – 4:53 (Carl Perkins) – Bonus Track - Previously Unreleased
12. One Good Turn – 5:06 (Erroll Garner) – Bonus Track - Previously Unreleased
13. Wherever There's Love – 4:41 (Eddie Condon, John DeVries) – Bonus Track - Previously Unreleased

## Musicisti
- Dave McKenna - pianoforte
- Zoot Sims - sassofono tenore, sassofono soprano
- Major Holley - contrabbasso, voce
- Ray Mosca - batteria[4]